# Victoria Montou
Victoria Montou, kallad Toya, född okänt år, död 1805, var en deltagare och soldat i den haitiska revolutionen, en nära vän och fältkamrat, möjligen en faster eller moster, till Jean-Jacques Dessalines.   
Toya var en slav bosatt på samma plantage där den framtiden revolutionsledaren och kejsaren Jean-Jacques Dessalines arbetade som slav. Toya beskrivs som intelligent och energisk, och delade den vrede Dessalines kände inför slaveriet: de ska också ha haft en mycket nära relation. Toya och Dessalines arbetade tillsammans som slavar på sockerrörsfälten på revolutionen, och hon följde honom sedan under revolutionen, där hon aktivt tjänstgjorde i strid. Vid ett tillfälle anförde Toya en grupp soldater i strid och blev tillfångatagen. År 1804 blev Dessalines kejsare. Dessalines fäste stort värde på henne, men det rådde länge oklarhet om vilken relation de hade. Då hon 1805 låg döende, tillkallade Dessalines sin läkare och befallde honom att ge henne samma vård som han själv skulle ha fått i samma ställe. Han uppvisade alla tecken på förtvivlan och förklarade att Toya var hans "Tante", det vill säga hans faster eller moster, och att hon hade delat alla hans känslor sedan slavtiden. Toya fick en statsbegravning: hon bars av åtta sergeanter av kejsarens garde i en procession ledd av den sorgklädda kejsarinnan Marie-Claire Heureuse Félicité och två underofficerare. Att även kvinnor tjänstgjorde i armén under den haitiska revolutionen var inte unikt, även om få av dem blev kända. Förutom Montou tjänstgjorde även Sanité Belair, som sedan avbildades på frimärke, och Marie-Jeanne Lamartiniére, som utmärkte sig under slaget vid Crête-à-Pierrot 1802 och därefter en tid var Dessalines älskarinna innan hon försvann ur historien.  